# Gatewall Antispam
Gatewall Antispam (с версии 2.1 GateWall Mail Security) — это условно-бесплатное программное обеспечение, являющееся полноценным почтовым шлюзом со встроенными средствами антиспам и антивирусной проверки. Разработан российской компанией Entensys и предназначен для использования компаниями среднего и малого бизнеса, а также корпоративным сектором.

## Безопасность
Gatewall Antispam поддерживает протоколы SSL, POP3s, SMTPs и IMAPs. Для проверки почтового трафика представлены три антивирусных модуля: от Лаборатории Касперского, Panda Software и (по заявлению разработчика) основанный на «облачных» технологиях Entensys Zero-Hour. Реализована работа с вложенными файлами.

## Антиспам
Gatewall Antispam использует несколько технологий фильтрации почтовых сообщений: на основе DNS (DNSBL, RHSBL, Backscatter, MX, SPF, SURBL), «облачный» антиспам, собственная реализация фильтрации Байеса. Разработчик заявляет об уровне детекции спама в 97 процентов и очень малой вероятности ложного срабатывания фильтров.

## Интеграция по IMAP с почтовиками
Gatewall Antispam поддерживает интеграцию по IMAP с другими почтовыми серверами, например, MS Exchange и Lotus Domino.

## Мониторинг и статистика
Почтовый шлюз от компании Entensys отслеживает все процессы, происходящие с письмами, проходящими через него. Gatewall Antispam позволяет выполнять фильтрацию почтовых сообщений по нескольким критериям: дате, статусу обработки, отправителю. Письма, ошибочно отнесенные к спаму, можно заново отправить с помощью данного функционала. Также продукт поддерживает работу со списками исключений.

## Резервное архивирование
Gatewall Antispam поддерживает архивирование почтовых сообщений. Если необходимо перенести письма, то выполняется это копированием нескольких папок и файлов. Процесс «отката» назад пока что в продукте не реализован.

## «Облачные» технологии
В продукте компании Entensys используются «облачные» антиспам и антивирус Entensys Zero-Hour. Первый позволяет достигать заявленных показателей в области детекции спама и ложного срабатывания, второй — недопущения прохождения на ящик пользователя зараженных писем.